# Roger Luzarche d'Azay
Charles Antoine Roger Luzarche d'Azay (5 juin 1872-2 août 1962) est un militaire et agent secret français.

## Biographie
Issu d'une famille de maîtres de forges, propriétaire du château d'Azay-le-Ferron depuis le XIXe siècle, et petit-neveu de Victor Luzarche, Roger (dit aussi Charles) Luzarche d'Azay est le frère de Marie-Marguerite Luzarche d'Azay (1871-1962) (Mme Pierre Lebaudy) et de Marthe Luzarche d'Azay (Mme Georges Hersent).
Grand amateur de femmes et célibataire endurci, Luzarche d'Azay est surtout connu pour sa liaison romantique avec la princesse Cécile Murat (1867-1960), née Ney d'Elchingen, fille de Michel-Aloys Ney et épouse du prince Joachim Murat, liaison entamée en 1901, qui put se développer lorsque la princesse fut devenue veuve en 1932, et qui dura jusqu'à la mort de celle-ci. Luzarche d'Azay lui survécut peu de temps et s'éteignit en 1962 à 90 ans.
Il est l'auteur d'un récit de voyage : Voyage sur le Haut Nil : du Caire au Congo belge, publié en 1904.
Amateur de chasse à courre sur ses terres d'Azay-le-Ferron, son équipage avait pour devise : « Jusques au bout ».
Par donation en 1960 complétée par un legs en 1962, Luzarche d'Azay a légué au Musée des Arts décoratifs une importante collection de porte-cigarettes, notamment de Fabergé et de Louis Cartier.

## Distinctions
- Chevalier de la Légion d'honneur (arrêté du 30 juillet 1916)[1]